# Вітрук Людмила Дмитрівна
Людмила Дмитрівна Вітрук (2 лютого 1932, Київ) — український історик, дослідниця історії України XX століття, зокрема суспільно-політичного життя трудящих УРСР, в тому числі громадсько-політичної діяльності жінок України в 1920-1930-х роках, соціального становища трудящих УРСР (1960-1980-ті роки).

## Біографія
Народилася 2 лютого 1932 року в Києві. 1955 року закінчила філологічний факультет Київського державного університету. У 1955–1958 роках — бібліотекар Республіканської бібліотеки БРСР у Мінську. У 1958–1964 роках — бібліограф бібліотеки Інституту історії АН УРСР, у 1964–1968 роках — літературний редактор «Українського історичного журналу». У 1967 році захистила кандидатську дисертацію на тему: «Жінки Української РСР в боротьбі за створення фундаменту соціалістичної економіки (1926–1932 рр.)». У 1968–1974 роках — молодший науковий співробітник, у 1976–1989 роках — старший науковий співробітник відділу історії комуністичного будівництва Інституту історії АН УРСР. 1989 року виїхала за межі України.

## Основні праці
- Улучшение социально-бытовых условий жизни трудящихся УССР (60-80-е годы). — Київ, 1986;
- Жінки-трудівниці в період соціалістичної індустріалізації (на матеріалах промисловості Української РСР. 1926–1932 рр. — Київ, 1973.